# Buczkowice

Nieoficjalny herb wsi Buczkowice

Buczkowice – wieś w Polsce położona w województwie śląskim, w powiecie bielskim, w gminie Buczkowice, której jest siedzibą od 1991 r. Poprzednio cały obszar gminy Buczkowice, należał administracyjnie do gminy Szczyrk. Powierzchnia sołectwa wynosi 653 ha, a liczba ludności 4102, co daje gęstość zaludnienia równą 628,2 os./km².
Z geograficznego punktu widzenia znajduje się ona na pograniczu Beskidu Śląskiego (na zachodzie) oraz Kotliny Żywieckiej (na wschodzie), nad rzeką Żylicą (środkowy bieg). Przebiega tędy droga wojewódzka nr 942 z Bielska-Białej do Wisły przez Szczyrk. Jest to ważny węzeł komunikacji autobusowej. Znajdował się tu Pomnik Wdzięczności Armii Czerwonej.

## Części wsi
Integralne części wsi Buczkowice: Gluzów, Granice, Huczków, Janiców, Kopaczków, Migdałów, Moczków, Plac Mańdyrów, Plac u Zoniów, Pod Bieniatką, Pod Godziszką, Pod Groniem, Pod Kolanem, Przybyłów, Tarnawów, Zawodzie

## Historia
Brak jest dokumentu lokacyjnego i roku założenia Buczkowic. Najwcześniejszym źródłem pisanym na ten temat jest kronika parafialna założona w 1916 r. Na podstawie dostępnych obecnie dokumentów można z dużym prawdopodobieństwem przypuszczać, ze Buczkowice powstały po Rybarzowicach, tzn. w drugiej połowie XVI w.lub u jego schyłku i należały również do dominium łodygowickiego, będąc jego trzecią wsią pod względem wielkości i liczby ludności. Nazwa wsi pochodzi „od buczków” – czyli drzew bukowych, które przed wiekami rosły na tym obszarze, tworząc bardzo gęste lasy bukowe. Bardzo ważną rolę w powstaniu osady odegrała rzeka zwana Żylczą lub Żylcą (Żylica).
Pod koniec XIX wieku we wsi był tartak wodny, wiatrak i fabryka zapałek.
Według austriackiego spisu ludności z 1900 w 292 budynkach w Buczkowicach na obszarze 653 hektarów (gemeinde i gutsgebiete) mieszkało 2158 osób (gęstość zaludnienia 330,5 os./km²), z czego 2090 (96,8%) było katolikami, 55 (2,5%) wyznawcami judaizmu a 13 (0,6%) innej religii lub wyznania, 2079 (96,3%) było polsko-, 54 (2,5%) niemiecko- a 21 (1%) innojęzycznymi.
6 sierpnia 1944 r. dom w którym przebywał dowódca oddziału Armii Ludowej Józef Habdas ps. „Kwaśny” został otoczony przez ok. 50 gestapowców. Otrzymali oni informację o pobycie partyzanta od jego gospodyni, która była konfidentem gestapo. W nierównej walce jaka wywiązała się przy próbie ujęcia aelowca Habdas poległ. Wieś została wyzwolona w kwietniu 1945 roku przez żołnierzy 1 armii gwardii 4 Frontu Ukraińskiego.
W 1972 miejscowość została odznaczona Krzyżem Partyzanckim.
W 1975 roku w Buczkowicach urodził się Łukasz Kruczek, trener skoków narciarskich, dawniej skoczek narciarski.
W latach 1954–1972 wieś należała i była siedzibą władz gromady Buczkowice. W latach 1975–1998 miejscowość administracyjnie należała do województwa bielskiego.

## Religia
Na terenie wsi działalność duszpasterską prowadzi Kościół Rzymskokatolicki (parafia Przemienienia Pańskiego).

## Ludzie związani z miejscowością
- Roman Białek (ur. 21 stycznia 1891 w Żywcu, zm. wiosną 1940 w Katyniu) – kapitan rezerwy służby sanitarnej Wojska Polskiego, lekarz internista, ofiara zbrodni katyńskiej.
- Bartłomiej Kłusek – polski skoczek narciarski (ur. 1993 w Buczkowicach)
- Jan Pietraszko – biskup krakowski (ur. 1911 w Buczkowicach)